# Luzula rufa
Luzula rufa är en tågväxtart som beskrevs av Elizabeth Edgar. Luzula rufa ingår i Frylesläktet som ingår i familjen tågväxter. Inga underarter finns listade i Catalogue of Life.